# Kamenčić na nebu
Kamenčić na nebu (naslov originala: Pebble in the Sky) je roman prvijenac američkog pisca znanstvene fantastike Isaaca Asimova iz 1950. To je treća knjiga njegova serijala o Galaktičkom carstvu.
Dijelovi serijala o Zakladi doduše jesu izlazili u časopisima počevši od 1942. pa nadalje, ali je roman Zaklada objavljen tek 1951. godine. Nadalje, originalne knjige o Zakladi su zapravo niz povezanih epizoda, dok je Kamenčić na nebu cjelovita priča s jedinstvenom grupom likova. U antologiji Prije Zlatnog doba (Before the Golden Age) Asimov je napisao da je na Kamenčić na nebu najveći utjecaj imala kratka priča Proxima Centauri autora Murrayja Leinstera.
Radnja romana se odvija u istom univerzumu kao i serijal o Zakladi. Zemlja je radioaktivna i dijelom je Trantorskog carstva. Kamenčić na nebu se zajedno s romanima Zvijezde, prah nebeski i Svemirske struje smješta u serijal o Galaktičkom carstvu. Međutim, ti su romani samo labavo povezani; njihova je radnja smještena u vrijeme između doba "Spacera" ("Spacers", prvi kolonizatori) i serijala o Zakladi, ali se inače ni vremenski, ni prostorno, ni tematski ne poklapaju.